# Cotton Mather
Cotton Mather (Boston, Massachusetts, 1663. február 12. – Boston, 1728. február 13.) amerikai puritán egyházfi, lelkész, a Yale Egyetem egyik megalapítója és a Royal Society (Brit Tudományos Akadémia) első amerikai születésű tagja. 
Mather, akinek apja, Increase Mather maga is lelkipásztor volt, az új-angliai gyarmatok legműveltebb emberének számított. Közel 500 művet írt teológiai történelmi, tudományos és nevelésügyi kérdésekről; Magnalia Christi Americana (Krisztus nagy cselekedetei Amerikában, 1702) című gyarmat- és egyháztörténete forrásértékű. A boszorkányságra és a megszállottságra vonatkozó írásaival azonban valószínűleg hozzájárult a babonás hitek felszításához, amelyek fellángolása  a salemi boszorkányperekhez vezetett, jóllehet azokat nem támogatta. 
Amikor a nagy tudású Mathert mellőzték a Harvard Egyetem rektori tisztére történő előléptetésnél, amelyet előzőleg apja töltött be, minden erejével a Harvard riválisa, a Yale Egyetem létrehozásán fáradozott, amely 1702-ben meg is nyílt. Mather szorgalmazta, hogy az egyház foglalkozzon a szociális kérdések megoldásával, és kiállt a himlő elleni védőoltás ügye mellett.